# Phosphatodraco
Phosphatodraco ist eine Gattung der Flugsaurier aus der Familie Azhdarchidae. Die einzige Art, Phosphatodraco mauritanicus, basiert auf einer Serie aus fünf Halswirbeln, die aus phosphatischen Ablagerungen im zentralen Marokko entdeckt wurden. Phosphatodraco stammt aus dem späten Maastrichtium, der jüngsten Stufe der Kreidezeit, und war damit einer der letzten Flugsaurier, bevor die Gruppe an der Kreide-Tertiär-Grenze zusammen mit vielen anderen Gruppen wie den Dinosauriern ausstarb. Die Gattung zeigt die für Azhdarchiden typischen stark verlängerten Halswirbel; die Flügelspannweite wird auf etwa fünf Meter geschätzt.

## Merkmale

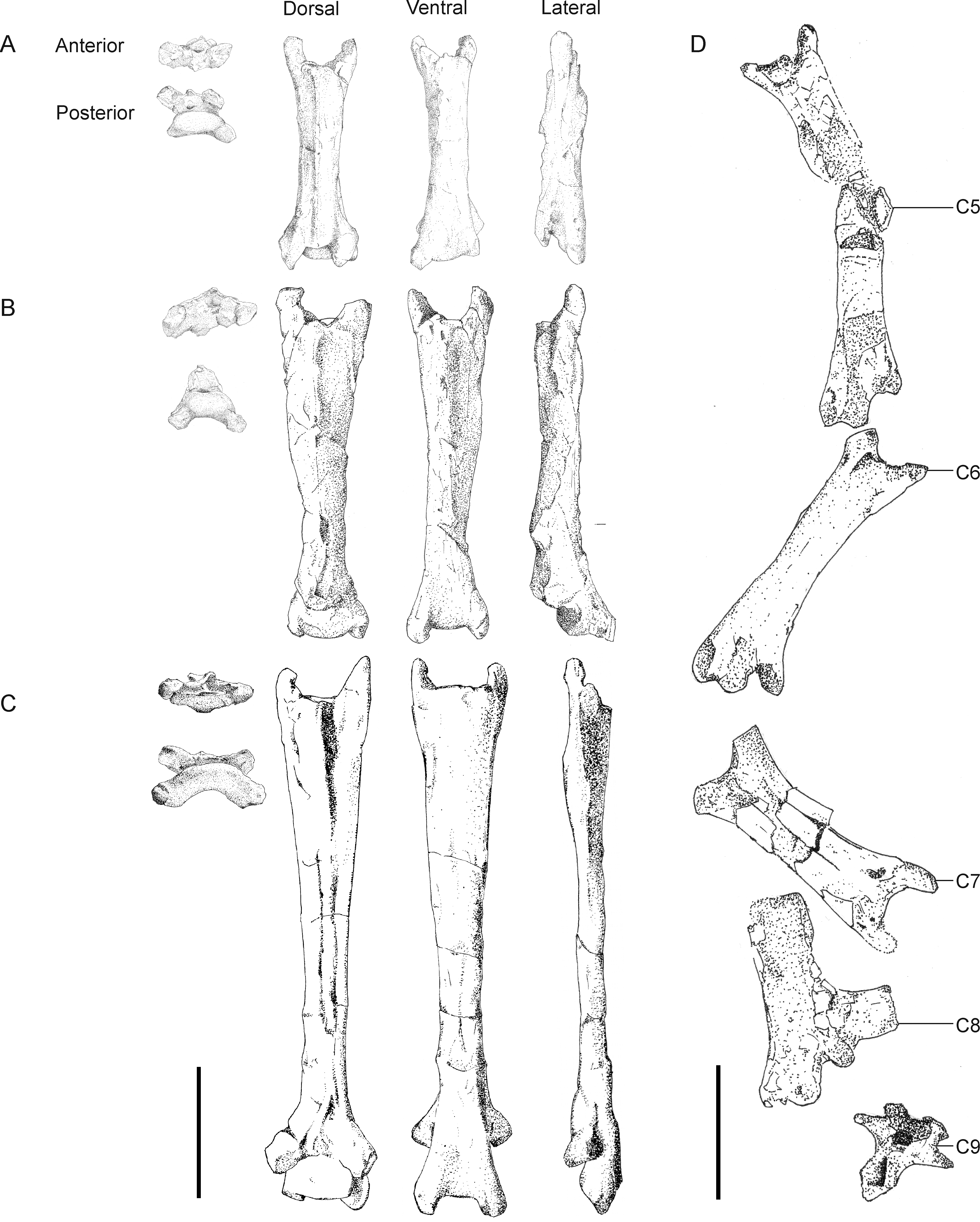
Vergleich der Halswirbel von Quetzalcoatlus (links) mit dem Holotyp von Phosphatodraco (rechts).

Phosphatodraco ist von zerdrückten und teilweise beschädigten Halswirbeln bekannt, die eine Serie vom fünften bis zum neunten Halswirbel darstellen. Damit gehört Phosphatodraco zu den wenigen Azhdarchiden, von denen der Hals relativ vollständig überliefert ist. Die Halswirbel dieser Flugsaurier-Gruppe sind sehr charakteristisch: Sie sind nicht nur sehr lang, sondern unterscheiden sich auch in ihren sehr niedrigen bis fast vollständig reduzierten Dornfortsätzen von denen anderer Flugsaurier. Phosphatodraco lässt sich anhand der unteren Halswirbel von anderen Vertretern der Gruppe abgrenzen: Diese Wirbel sind verhältnismäßig lang und machen jeweils mehr als 50 % der Länge des fünften Halswirbels aus, welcher der längste des Azhdarchiden-Skeletts ist. Die untersten Halswirbel zeigen außerdem einen vergleichsweise hohen Dornfortsatz, der ebenso hoch ist wie der Wirbelkörper und nach hinten verschoben ist. Anhand der aufgefundenen Knochen wird eine Flügelspannweite von rund 5 m rekonstruiert.

## Forschungsgeschichte

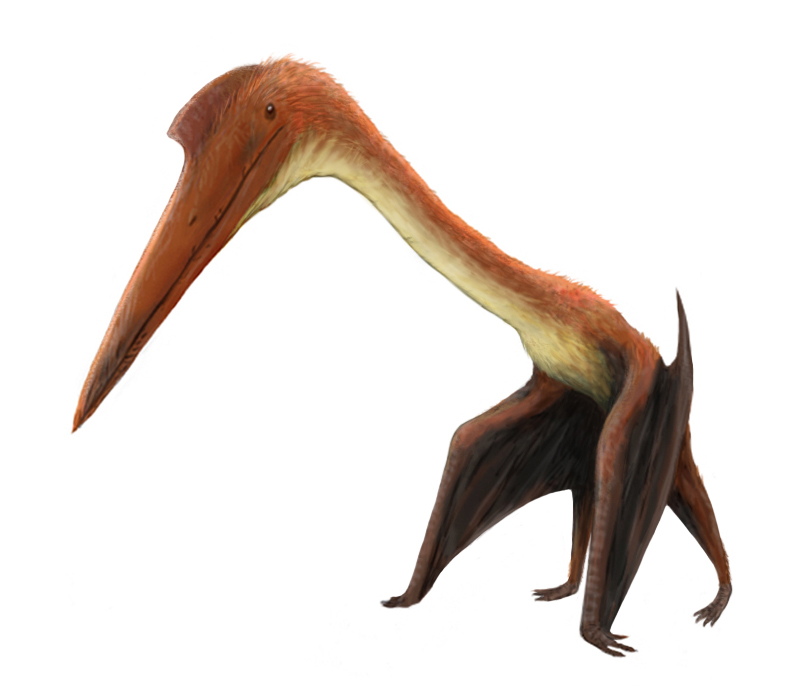
Lebendrekonstruktion von Phosphatodraco.

Die fünf Halswirbel (Holotyp-Exemplar) wurden während einer paläontologischen Grabung im Frühjahr und Sommer 2000 nahe der Stadt Khouribga geborgen. Der Fundort (Lokalität 1 von Sidi Daoui) befindet sich im Ouled-Abdoun-Phosphatbecken; in dem Gebiet wird aktiv Phosphat abgebaut. Die Grabung war Teil einer seit 1997 laufenden Kooperation zwischen der französischen Forschungseinrichtung Centre National de la Recherche Scientifique, der marokkanischen Office Chérifien des Phosphates sowie des Ministère de l'Energie et des Mines. Die Wirbel sind aus ihren ursprünglichen Knochenverbund heraus verschoben, können jedoch einem einzigen Individuum zugeordnet werden. Bei der Präparation der Knochen offenbarten sich weitere Fossilien, darunter Fischreste sowie Zähne von Mosasauriern (Prognathodon). Es handelte sich um den ersten Flugsaurier aus der Oberkreide Nordafrikas, und (nach Siroccopteryx) um den zweiten aus Marokko beschriebenen Flugsaurier. Die wissenschaftliche Erstbeschreibung wurde 2003 von Paläontologen um Xabier Pereda Suberbiola veröffentlicht. Der Name Phosphatodraco (Latein für „Drache aus den Phosphaten“) spielt dabei auf die phosphatreichen Schichten an, aus denen die Fossilien stammen; der zweite Teil es Artnamens, mauritanicus, weist auf die Region Mauretanien. Der Fund wird in der Sammlung der Office Chérifien des Phosphates in Khouribga aufbewahrt.